# 35

## Nașteri
- dată necunoscută: Quintilian  (d. 96)
- dată necunoscută: Ignatie al Antiohiei  (d. 108)